# (Don't Mess with the) Time Man
(Don't Mess with the) Time Man è il primo EP della band hard rock statunitense Halestorm. L'album è stato registrato da Lzzy e Arejay Hale con l'aiuto di loro padre Roger Hale che ha inciso le parti di basso.

## Tracce
1. Time Man – 5:13
2. No Clue – 4:30
3. Interesting – 4:38
4. As the Eagle Flies – 6:39
5. Wings – 4:00
6. You and I Could Fly – 5:07

## Formazione
- Lzzy Hale - voce, chitarra, tastiere
- Arejay Hale - batteria, cori
- Roger Hale - basso, cori